# Ronde van de Alto Valle del Río Negro
De Ronde van de Alto Valle del Río Negro (Vuelta al Valle) is een wielerwedstrijd in Argentinië. De etappewedstrijd vindt plaats in en rond de stad Allen in het noorden van de provincie Río Negro.
Vaak zijn een of meer etappes plaatselijke criteriums in Allen of nabijgelegen steden als Neuquén en General Roca. Etappes vinden ook in Catriel plaats, hoewel de plaats strikt genomen in de vallei van de Colorado ligt.

## Naamgeving
De rivier Río Negro in de provincie Río Negro kent drie valleien: Valle inferior, Valle medio en Alto Valle del Río Negro (letterlijk: lage, midden- en hoge vallei van de Río Negro. In de streek van Allen wordt onder 'valle' gewoonlijk de laatste vallei bedoeld.
De Alto Valle del Río Negro vormt een geografische eenheid met Neuquén en General Roca als belangrijkste steden en fruitteelt als grootste bron van inkomen. De term 'valle' levert er in naamgeving (van in dit geval een wielerronde) dan ook geen enkele verwarring op. Omdat de Ronde van de Alto Valle del Río Negro vooral een lokale aangelegenheid is, is er nog geen behoefte geweest om de naam te wijzigen om ook voor een internationaal publiek duidelijk te maken waar de wedstrijd verreden wordt. Mede hierdoor is de officiële naam van de wielerwedstrijd (in het Spaans) hetzelfde als van een wedstrijd in de Colombiaanse provincie Valle del Cauca: Vuelta al Valle.

## Lijst van winnaars

### Meervoudige winnaars
| Overwinningen | Renner              | Land       | Jaren                                          |
| ------------- | ------------------- | ---------- | ---------------------------------------------- |
| 7             | Pedro Segundo Ossés | Argentinië | 1952 + 1953 + 1955 + 1956 + 1957 + 1959 + 1961 |
| 5             | Adrián Gariboldi    | Argentinië | 1998 + 2001 + 2002 + 2004 + 2005               |
| 3             | Saúl Alcántara      | Uruguay    | 1968 + 1969 + 1974                             |
| 3             | Cristian Ranquehue  | Argentinië | 2011 + 2012 + 2017                             |
| 2             | Antonio Dalleves    | Argentinië | 1966 + 1971                                    |
| 2             | Juan C. Haedo       | Argentinië | 1975 + 1976                                    |
| 2             | José Orlando        | Uruguay    | 1984 + 1985                                    |
| 2             | Norberto Santos     | Argentinië | 1986 + 1988                                    |
| 2             | Laureano Rosas      | Argentinië | 2013 + 2018                                    |

### Overwinningen per land
| Overwinningen | Land       |
| ------------- | ---------- |
| 64            | Argentinië |
| 6             | Uruguay    |
| 2             | Italië     |